# Masters de Montecarlo 2017
El Monte-Carlo Rolex Masters 2017 fue un torneo de tenis masculino que se jugó en abril de 2017 sobre Tierra batida. Fue la 111.ª edición del llamado Masters de Montecarlo, patrocinado por Rolex. Tuvo lugar en el Montecarlo Country Club de Roquebrune-Cap-Martin (Francia), cerca de Montecarlo (Mónaco).

## Puntos y premios en efectivo

### Distribución de puntos
| Evento       | G    | F   | SF  | CF  | Ronda de 16 | Ronda de 32 | Ronda de 64 | Ronda de 128 | Q  | Q2 | Q1 |
| Individuales | 1000 | 600 | 360 | 180 | 90          | 45          | 25          | 10           | 16 | 8  | 0  |
| Dobles       | 1000 | 600 | 360 | 180 | 90          | 0           | 0           | —            | —  | —  | —  |

### Premios en efectivo
| Evento       | G          | F        | SF       | CF       | Ronda de 16 | Ronda de 32 | Ronda de 64 | Ronda de 128 | Q2     | Q1     |
| Individuales | $1 175 505 | $573 680 | $287 515 | $146 575 | $77 265     | $41 350     | $22 325     | $13 690      | $4 075 | $2 085 |
| Dobles       | $385 170   | $187 970 | $94 220  | $48 010  | $25 320     | $13 550     | —           | —            | —      | —      |

## Cabezas de serie

### Individuales masculino
| Semb. | Rk. | Jugador            | Puntos antes | Puntos que defender | Puntos ganados | Puntos después | Actuación en el torneo                            |
| ----- | --- | ------------------ | ------------ | ------------------- | -------------- | -------------- | ------------------------------------------------- |
| 1     | 1   | Andy Murray        | 11960        | 360                 | 90             | 11690          | Tercera ronda, perdió ante Albert Ramos [15]      |
| 2     | 2   | Novak Djokovic     | 7915         | 10                  | 180            | 8085           | Cuartos de final, perdió ante David Goffin [10]   |
| 3     | 3   | Stan Wawrinka      | 5785         | 180                 | 90             | 5695           | Tercera ronda, perdió ante Pablo Cuevas [16]      |
| 4     | 5   | Rafael Nadal       | 4735         | 1000                | 1000           | 4735           | Final, venció a Albert Ramos [15]                 |
| 5     | 8   | Marin Čilić        | 3385         | 0                   | 180            | 3565           | Cuartos de final, perdió ante Albert Ramos [15]   |
| 6     | 9   | Dominic Thiem      | 3385         | 90                  | 90             | 3385           | Tercera ronda, perdió ante David Goffin [10]      |
| 7     | 10  | Jo-Wilfried Tsonga | 3265         | 360                 | 10             | 2915           | Segunda ronda, perdió ante Adrian Mannarino [Q]   |
| 8     | 12  | Grigor Dimitrov    | 2880         | 45                  | 10             | 2845           | Segunda ronda, perdió ante Jan-Lennard Struff [Q] |
| 9     | 13  | Tomáš Berdych      | 2790         | 10                  | 90             | 2870           | Tercera ronda, perdió ante Marin Čilić [5]        |
| 10    | 14  | David Goffin       | 2705         | 90                  | 360            | 2975           | Semifinales, perdió ante Rafael Nadal [4]         |
| 11    | 17  | Lucas Pouille      | 2376         | 90                  | 360            | 2646           | Semifinales, perdió ante Albert Ramos [15]        |
| 12    | 18  | Roberto Bautista   | 2190         | 90                  | 45             | 2145           | Segunda ronda, perdió ante Diego Schwartzman      |
| 13    | 19  | Pablo Carreño      | 2025         | 45                  | 90             | 2070           | Tercera ronda, perdió ante Novak Djokovic [2]     |
| 14    | 20  | Alexander Zverev   | 2005         | 45                  | 90             | 2050           | Tercera ronda, perdió ante Rafael Nadal [4]       |
| 15    | 24  | Albert Ramos       | 1625         | 10                  | 600            | 2215           | Final, perdió ante Rafael Nadal [4]               |
| 16    | 26  | Pablo Cuevas       | 1425         | 45                  | 180            | 1560           | Cuartos de final, perdió ante Lucas Pouille [11]  |

- Ranking del 10 de abril de 2017

### Dobles masculino
| Tenistas                            | Ranking | Preclasificado |
| Henri Kontinen John Peers           | 3       | 1              |
| Pierre-Hugues Herbert Nicolas Mahut | 12      | 2              |
| Jamie Murray Bruno Soares           | 17      | 3              |
| Łukasz Kubot Marcelo Melo           | 19      | 4              |
| Raven Klaasen Rajeev Ram            | 23      | 5              |
| Ivan Dodig Marcel Granollers        | 27      | 6              |
| Feliciano López Marc López          | 31      | 7              |
| Jean-Julien Rojer Horia Tecău       | 35      | 8              |

## Campeones

### Individuales
Rafael Nadal venció a  Albert Ramos por 6-1, 6-3

### Dobles
Rohan Bopanna /  Pablo Cuevas vencieron a  Feliciano López /  Marc López por 6-3, 3-6, [10-4]